# Morizz
Das Morizz war ein Restaurant im Münchener Szeneviertel Glockenbachviertel im Stadtbezirk Ludwigsvorstadt-Isarvorstadt, das auch als Club Morizz geführt wurde.
Das Morizz hatte überwiegend schwule Gäste. Der typische Morizz-Besucher war in den Dreißigern oder Vierzigern, mondän und arbeitete in einem Kreativberuf. Auch einige Prominente verkehrten regelmäßig im Morizz, so z. B. der Unterhaltungskünstler Alfred Biolek, Schlagersänger Patrick Lindner, Komiker Hape Kerkeling und Politiker Guido Westerwelle.

## Geschichte
Das Morizz wurde 1991 in den ehemaligen Räumen des Tanzlokals Größenwahn in der Klenzestrasse 43 unter dem Namen Maxx eröffnet. Gegründet und zunächst betrieben wurde das Lokal von Ricci Scholze und Thomas Bedall. Bedall hatte zuvor bereits das Größenwahn eröffnet.
Im Tanzlokal Größenwahn verkehrte in den 1980er Jahren schrilles Publikum; von Punk bis Schickeria. In den Anfängen des Lokals gab dort der noch unbekannte Chansonnier Tim Fischer ein Minikonzert und auch die damals unbekannten Ina Müller und Thomas Hermanns traten im Morizz auf. Dort experimentierten Nachwuchs-DJs wie Helmut Geier, der später als DJ Hell bekannt wurde, mit New Wave und Elektro. Aufgrund namensrechtlicher Probleme musste das Lokal nach kurzer Zeit von Maxx auf den dann fortlaufend geführten Namen Morizz umbenannt werden.
Obwohl das Morizz oft als sogenannter Herrenclub nach englischem Vorbild (Gentlemen’s Club) bezeichnet wurde, waren dort Frauen gern als Gäste gesehen. Aufgrund der wüsten Vorgeschichte des Lokals Größenwahn in diesen Räumlichkeiten und auch aufgrund der besonderen Klientel gab es anfangs noch eine Klingel an der Tür des Lokals, welche allerdings schon bald nicht mehr gebraucht wurde. Die Größenwahn-Exzesse mit Gästen, die auf den vor dem Lokal parkenden Autos tanzten, sollten sich nicht wiederholen. Über fast zwei Jahrzehnte wurde an dem Lokal nichts verändert. Dies führte auch zu Schwierigkeiten.
Seit Anfang der 2000er Jahre hatte das Lokal trotz zahlreicher Gäste und Ansehen in der Schwulenszene mit einem Besuchernachlass zu kämpfen, da sich in den Sommermonaten kein Außenbereich nutzen ließ. Größere Schwierigkeiten brachte allerdings der Wandel und die Veränderung in der Schwulenszene. Die Homosexualität wurde immer mehr akzeptiert, sodass sich die schwulen Gäste des Lokals auch in heterosexuellen Lokalen öffentlich als schwul zeigen konnten.
2009, also nach 18 Jahren, haben sich die Betreiber Ricci Scholze und Thomas Bedall aufgrund dieser Veränderungen endgültig dazu entschlossen, das Lokal Morizz aus wirtschaftlichen Gründen zu schließen. Deshalb übernahmen der Szene-Gastronom Dominik Linneweber, zuvor Stammgast im Morizz, und Claudia Limbrunner, zuvor jahrelang Chefköchin im Morizz, 2009 das Lokal, überzeugten Ricci Scholze von der Fortführung und versuchten, das Morizz mit privaten Mitteln zu erhalten. Auch eine aufwendige Renovierung im Jahr 2011, an der sich weitere Stammgäste beteiligten, und der Berliner Künstler Christopher Winter das Lokal modernisierte, brachte keine Besserung. Von Juli bis September desselben Jahres gab es mit Morizz Beach eine Außenstelle an der Isar bei der Reichenbachbrücke / Ecke Fraunhoferstraße (ehem. The Lodge, ehem. Osteria Santini).
Das Lokal wurde drei Jahre nach der Übernahme geschlossen.

## Veranstaltungen
Das Morizz war bekannt für seinen Rosenmontagsball und seine sogenannte Puff-Party. Für beide Veranstaltungen wurde das Lokal komplett leer geräumt, denn die Schlange der in Lack, Leder und Anderem gekleideten Festgemeinde erstreckte sich teilweise bis zum Gärtnerplatztheater. Auch die für das Morizz 20 Jahre lang so typischen roten Ledersessel mussten an diesen beiden Tagen weichen.